# Davyth Hicks
Davyth Hicks   (Cornualla) és un sociolingüista còrnic i secretari general de la Xarxa Europea d'Igualtat Lingüística (ELEN), de qui és el principal defensor i representant davant de la Unió Europea, el Consell d'Europa i l'Organització de les Nacions Unides.